# Варакомский, Николай Устинович
Николай Устинович (Иустинович, Юстинович) Варакомский (1834—25 июня 1880) — военачальник, генерал-майор Русской императорской армии.
Сын полковника Юстина (Устина) Варакомского — кавалера ордена Святого Георгия IV класса (1839). Брат подполковника Александра Устиновича Варакомского — командира 13 кавказского линейного батальона (в 1869).
В 1867—1878 годах в чине полковника командовал Белостокским 50-м пехотным полком.